# Costuri de trai (Star Trek: Generația următoare)
„Costuri de trai” (titlu original: „Cost of Living”) este al 20-lea episod din al cincilea sezon al serialului TV american științifico-fantastic Star Trek: Generația următoare și al 120-lea episod în total. A avut premiera la 20 aprilie 1992.
Episodul a fost regizat de Winrich Kolbe după un scenariu de Peter Allan Fields.

## Prezentare
Mama Deannei Troi, Lwaxana, ajunge pe navă pentru a se căsători cu un bărbat pe care nu l-a întâlnit niciodată. Worf întâmpină greutăți în creșterea lui Alexander, iar situația se agravează atunci când Lwaxana îl ia pe băiat sub aripa ei. 

## Actori ocazionali
- Majel Barrett - Lwaxana Troi/Computer Voice
- Brian Bonsall - Alexander Rozhenko
- Tony Jay - Campio
- Carel Struycken - Mr Homn
- David Oliver - Young Man
- Albie Selznick - The Juggler
- Patrick Cronin - Erko
- Tracey D'Arcy - Young Woman
- George Ede - Poet
- Christopher Halsted - First Learner